# Étrier (escalade)
Pour les articles homonymes, voir Étrier (homonymie).

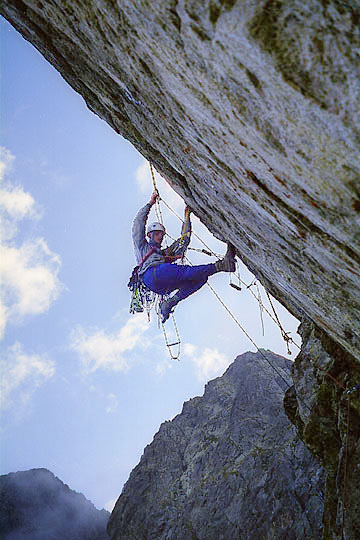
Un grimpeur utilisant des étriers en escalade artificielle dans une paroi surplombante

En escalade artificielle, un étrier est une petite échelle souple, faite d'échelons métalliques reliés par de la cordelette, ou, pour les modèles récents, entièrement en sangle. Fixé à un point d'ancrage (piton, etc) par l'intermédiaire d'un mousqueton, il permet au grimpeur, en l'absence de prise de pied sur le rocher, de se tenir ou de se hisser. Les étriers s'utilisent généralement par paire, alternativement au cours de la progression sur les points d'ancrage.
Un étrier peut être équipé d'un accessoire métallique appelé fifi dont la forme ressemble à un point d'interrogation et qui remplace le mousqueton. Ce crochet, relié à la taille du grimpeur par une cordelette, est directement placé dans l'œil du piton. L'intérêt de cet accessoire est de pouvoir rappeler l'étrier situé sous le grimpeur sans que ce dernier ait à redescendre autant de fois que nécessaire pour le récupérer dans des manipulations délicates et chronophages.
Un simple anneau de sangle ou de corde peut être utilisé comme étrier de fortune, occasionnellement, pour franchir un court passage difficile dans une voie d'escalade libre : on parle alors de « pédale ».